# Pallasite

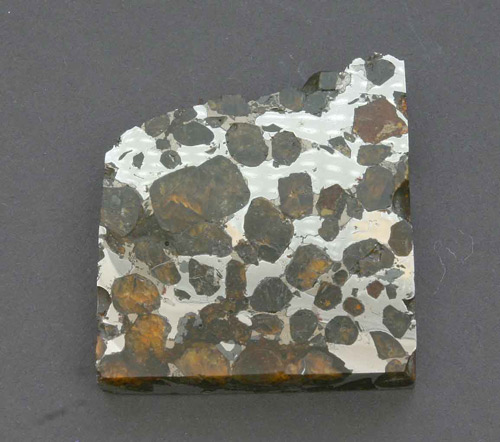
Pallasite Brahin

Le pallasiti, indicate anche con l'abbreviazione PAL, sono un tipo di meteoriti ferro-rocciose composte da cristalli di olivina immersi in una matrice metallica formata da una lega di ferro-nichel. Le pallasiti sono tra le meteoriti esteticamente più belle e apprezzate. I cristalli sono trasparenti e di norma di dimensioni attorno al centimetro.

## Storia
Le pallasiti prendono il nome dal naturalista tedesco Peter Simon Pallas, che scoprì nel 1772 il primo esemplare di questo tipo di meteorite in Siberia vicino a Krasnojarsk: il meteorite Krasnojarsk. Pesava alla scoperta 680 kg. La descrizione fatta da Pallas nel 1776 fu usata da E.F.F. Chladni nel 1790 come uno degli esempi per dimostrare l'esistenza delle meteoriti: fino a quel momento le testimonianze di cadute delle pietre dal cielo erano considerate affidabili. Usarlo come prova fu possibile grazie al fatto che era costituito da materiale diverso dalle rocce e minerali presenti nella zona di ritrovamento, le dimensioni rendevano improponibile la possibilità che vi fosse stato portato da eventi geologici o dagli uomini e il contenuto in metallo nativo era simile ad altre masse ritrovate in altre aree della Terra.

## Composizione e struttura

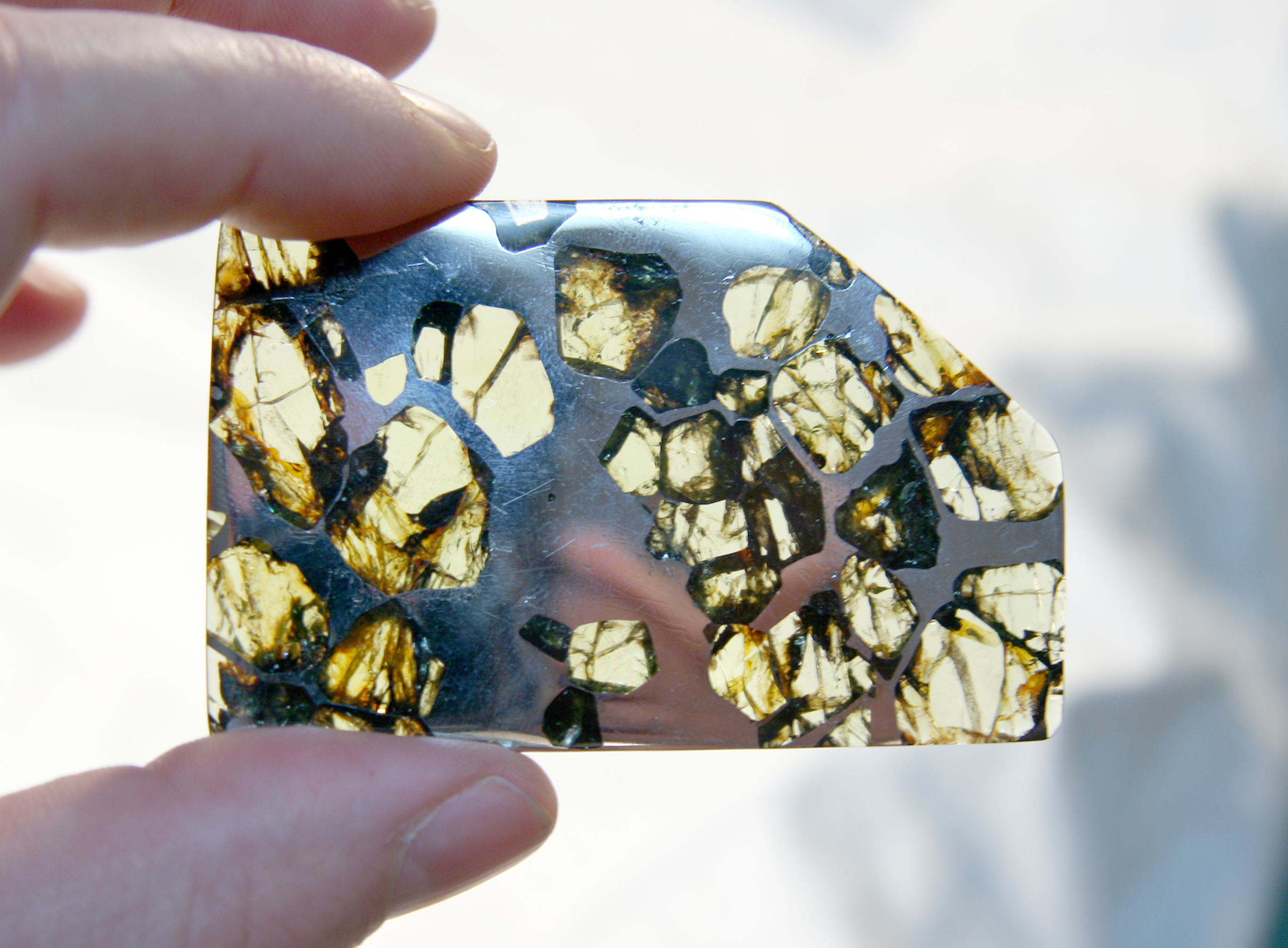
Una sottile fetta della pallasite Esquel

L'aspetto delle pallasiti è molto diverso da tutti gli altri meteoriti: si tratta sostanzialmente di cristalli trasparenti giallo-verdognoli di olivina affogati in un blocco di metallo.
La quantità di metallo rispetto ai cristalli può variare considerevolmente anche all'interno dello stesso campione. Generalmente i cristalli sono distribuiti abbastanza uniformemente, ma si possono incontrare anche aree policristalline, dette tasche (pockets), dove i cristalli sono in contatto gli uni con gli altri.
Il colore dei cristalli va dal giallo (più comune) al giallo-verde dell'olivina (meno comune) e le dimensioni variano da pochi millimetri fino a poco più di un centimetro e mezzo. Le forme dei cristalli possono essere tondeggianti (come in Brenham) o più squadrate (come in Brahin). Spesso i cristalli appaiono molto fratturati.
Se la matrice metallica è sufficientemente spessa, nel metallo si possono osservare le figure di Widmanstätten (ottaedrite media). Come minerali accessori troviamo troilite, schreibersite e cromite.

## Origine
In passato si riteneva che le pallasiti si fossero originate nella zona di transizione tra il mantello e il nucleo metallico di grandi asteroidi differenziati, frantumati successivamente da collisioni con altri asteroidi; una teoria più recente ipotizza invece la loro formazione a seguito di impatti tra asteroidi di origine diversa, originatisi gli uni dal mantello litoide, gli altri dal nucleo metallico di grandi asteroidi differenziati.

## Statistiche
Le pallasiti sono un tipo di meteorite raro: sono conosciuti ad oggi solo 61 esemplari, inclusi 10 ritrovati in Antartide. Anche se sono rare, molto materiale reperito nei grandi ritrovamenti è disponibile per la ricerca scientifica nei musei e nelle collezioni di meteoriti, alcuni dei quali anche di oltre una tonnellata.

## Classificazione e sottogruppi
Le pallasiti, principalmente in base alla composizione isotopica dell'ossigeno contenuto nelle olivine, si suddividono in tre gruppi:
- Gruppo principale (MG) è il più numeroso. Una volta incisa, la matrice metallica presenta figure di Widmanstätten tipiche delle ottaedriti medie e la composizione isotopica correla queste pallasiti al gruppo IIIAB delle meteoriti ferrose, con le quali molto probabilmente condividono il corpo progenitore. Come minerali accessori troviamo troilite, schreibersite e cromite.
- Gruppo Eagle Station (ES) conta solamente 3 membri e prende il nome dalla pallasite Eagle Station scoperta nel 1880 in Kentucky, che fu riconosciuta per prima come appartenente ad un gruppo a sé stante. Gli altri due sono Cold Bay (meteorite) e Itzawisis (meteorite). I cristalli di olivina sono particolarmente frammentati ed estremamente ricchi di ferro. La matrice metallica invece presenta elevati livelli di nichel, il che correla questo genere di pallasiti con le meteoriti ferrose del gruppo IIF, con le quali probabilmente condividono il corpo progenitore. Sono le pallasiti con la più alta concentrazione di fayalite; esistono inoltre legami a livello di composizione isotopica con le condriti carbonacee CV/CO.
- Gruppo Pirossene (PX) prende il nome dall'alto contenuto in volume (circa 5%) di ortopirossene. Questo gruppo conta due sole pallasiti: Vermillion e Yamato 8451. La matrice metallica incisa presenta figure di Widmanstätten tipiche di un'ottaedrite fine, anziché media come il gruppo MG. Anche le analisi isotopiche dimostrano che si tratta di oggetti provenienti da un diverso corpo progenitore.

## Pallasiti viste cadere
Sono state viste cadere solo 4 pallasiti, qui elencate in ordine cronologico di caduta:
- Mineo, Italia, 3 maggio 1826. Fu osservata una luminosa meteora e un oggetto cadere con un sordo rumore. Ne sono conservati in collezioni solo 42 g.
- Zaisho, Giappone, 1º febbraio 1898. Dopo l'apparizione di un bolide furono trovati 330 g.
- Marjalahti, Carelia, Russia (all'epoca Finlandia). Nel giugno 1902, dopo l'apparizione di un brillante bolide accompagnato da detonazioni, fu visto cadere un grande oggetto; furono recuperati 45 kg di materiale. La maggior parte della meteorite è oggi al Museo geologico dell'Università di Helsinki.
- Omolon, regione di Magadan, Russia, 16 maggio 1981. La caduta fu osservata da un allevatore e da una stazione meteorologica; due anni dopo furono recuperati 250 kg di materiale.

## Pallasiti trovate

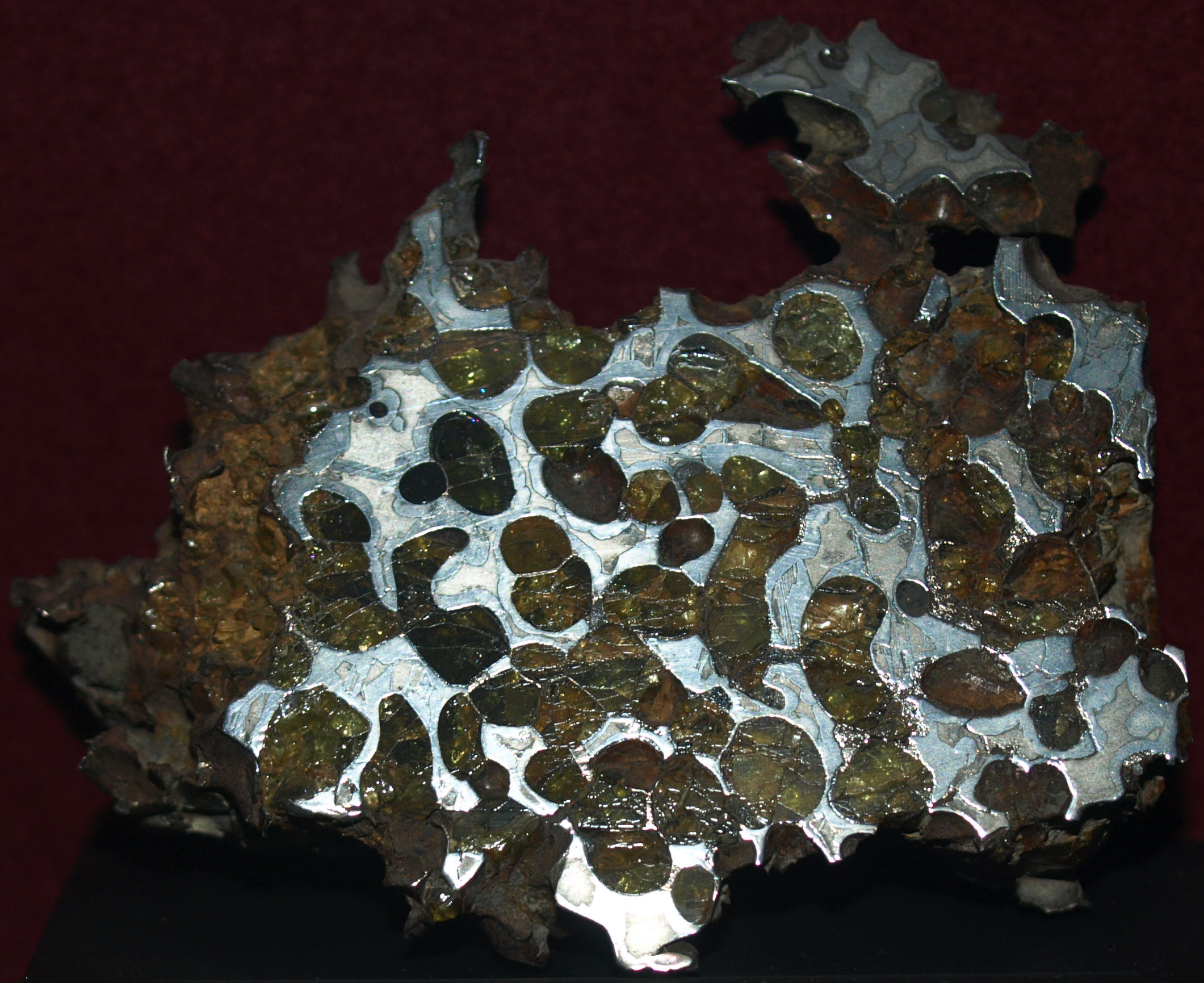
Pallasite Krasnojarsk

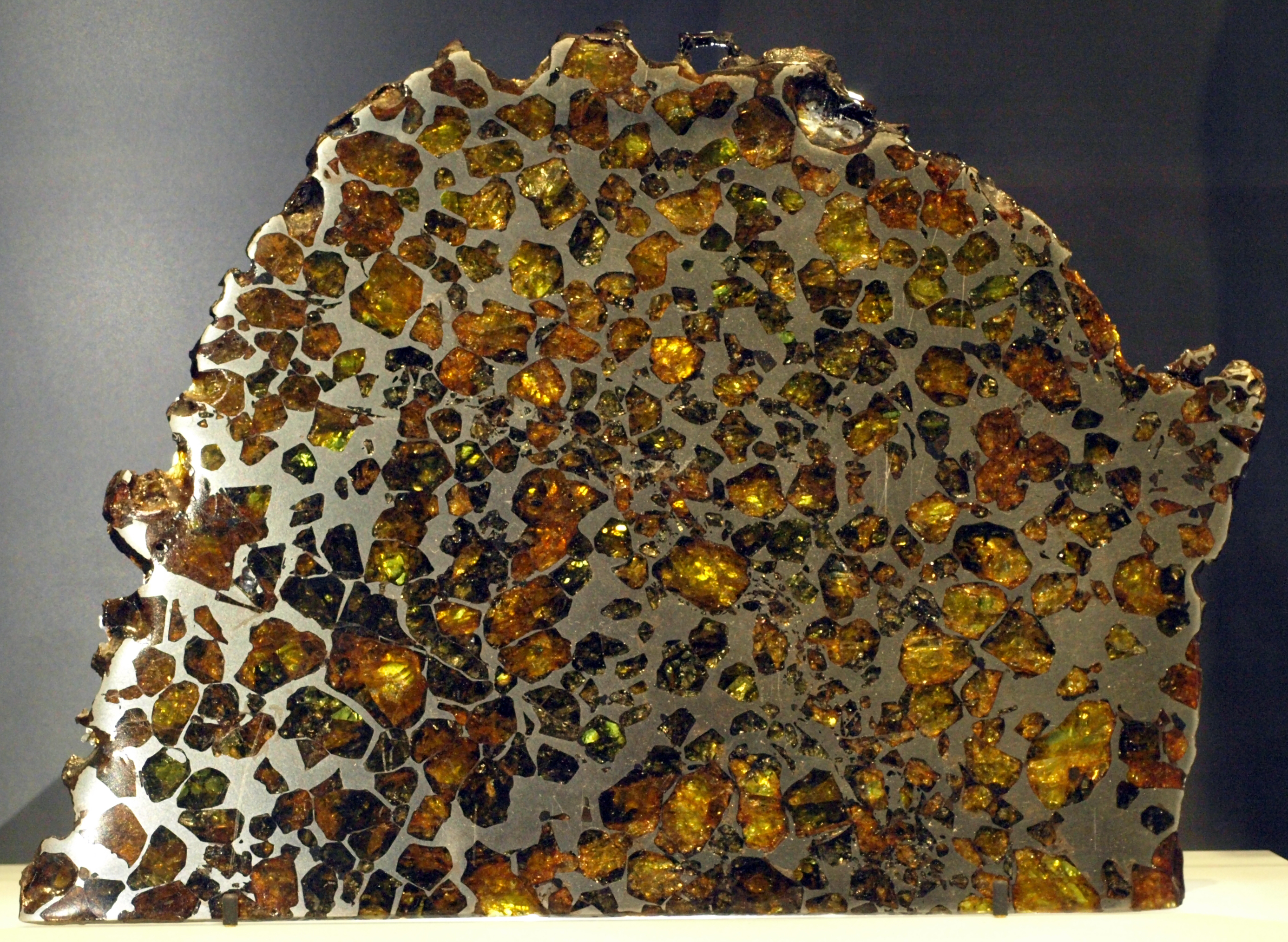
Una fetta di grandi dimensioni della pallasite Esquel

Queste sono alcune delle pallasiti più famose:
- Krasnojarsk, regione di Enisejsk, Russia. Un frammento di 680 kg fu scoperto nel 1749 circa 250 km a sud di Krasnojarsk. Nel 1772 attirò l'attenzione di P.S. Pallas e in seguito venne trasportato a Krasnojarsk. La parte principale, del peso di 515 kg, è oggi all'Accademia delle Scienze a Mosca. Curiosamente una pallasite di 198 kg è stata scoperta nel 1990 vicino alla città di Pallasovka, chiamata così in onore di P.S. Pallas, che nel XVIII secolo studiò la geografia di quell'area durante i suoi viaggi.
- Brenham, Kansas, USA. Nel 1890 furono ritrovati una ventina di frammenti per un peso totale di circa 1000 kg nell'area del cratere meteorico Haviland; in seguito furono rinvenuti altri frammenti, tra i quali uno di 454 kg trovato alla profondità di circa 1,5 metri, che portarono il peso totale del materiale recuperato a circa 4,3 tonnellate. Un frammento di 487 kg è attualmente al Museo di storia naturale di Chicago. Nel 2005 Steve Arnold e Phil Mani scoprirono un grande frammento di 650 kg e nel 2006 vari altri grandi frammenti.
- Huckitta, Territorio del Nord, Australia. Nel 1924 ad Alice Spring fu scoperto un frammento di 1 kg che vi era stato portato. Un frammento di 1400 kg fu trovato nel 1937.
- Fukang, Provincia di Xinjiang, Cina. Una massa di 1003 kg è stata scoperta nel 2000.
- Imilac, deserto di Atacama, Cile. Caduta conosciuta fin dal 1822; sono stati scoperti numerosi frammenti pesanti fino a 200 kg per un totale di circa 920 kg.
- Brahin, regione di Homel', Bielorussia. Caduta conosciuta fin dal 1810; sono stati trovati molti frammenti per un totale di circa 820 kg, un ulteriore frammento del peso di 227 kg è stato rinvenuto nel 2002 a una profondità di circa 3 metri.
- Esquel, Chubut, Argentina. Un frammento di 755 kg fu ritrovato interrato nel suolo prima del 1951. Il meteorite è stato comprato e portato negli Stati Uniti nel 1992 dal collezionista americano Robert Haag.

## Curiosità
Nel film Superman Returns il campione di kryptonite rubato da Lex Luthor dal Metropolis Natural History Museum era etichettato come pallasite. È probabilmente dovuto al fatto che le pallasiti contengono cristalli che ricordano vagamente i cristalli di kryptonite del film.